# Bahadur Shah I
Muʿaẓẓam Bahādur Shāh, in persiano بَهادُر شاه ‎, Bahādur Shāh (Burhanpur, 14 ottobre 1643 – Lahore, 27 febbraio 1712), fu Gran Mogol dal 1707 al 1712.
Nato a Burhanpur, fu il quarto figlio del Gran Mogol Aurangzeb. Durante il regno di suo padre fu nominato governatore dei territori nord-occidentali dell'Impero Moghul. Le province sotto la sua amministrazione comprendevano i territori del Punjab dove il potere dei Sikh era diventato sempre maggiore. A differenza della politica di Aurangzeb, che seguiva in maniera rigida l'ortodossia islamica, e che per questo perseguiva con fervore fanatico tutti i credenti delle fedi non-islamiche, in particolare Hindu e Sikh, Bahādur cercò sempre di non eseguire gli editti dell'Imperatore o di applicarli in maniera molto blanda nel suo governatorato. Ciò permise a Bahādur di mantenere una pace relativa nei territori sotto la sua giurisdizione, senza mai dover affrontare alcuna rivolta, stringendo anzi dei cordiali rapporti con il guru dei Sikh Gobind Singh. Ancora durante la vita del padre la cattolica portoghese Donna Juliana Dias da Costa giunse a corte e divenne una delle spose nell'harem di Bahādur Shāh I. La leggenda vuole che costei andasse in battaglia dietro al suo sposo cavalcando un elefante.

## Regno di Bahādur

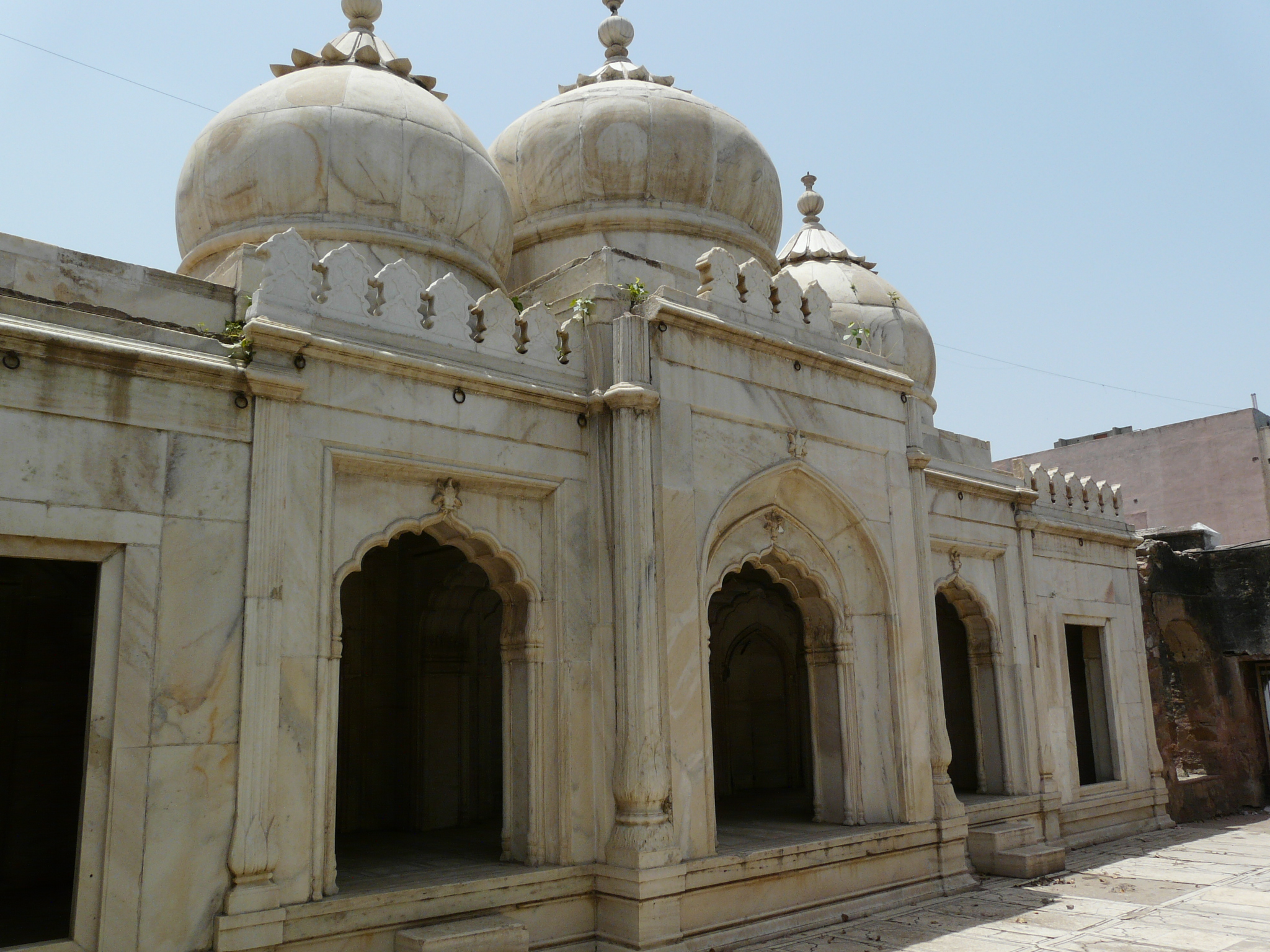
La moschea Mōtī Masjid (Moschea della perla) a Mehrauli - il Distretto Sud di Delhi dove si ergono diversi monumenti, tra cui la tomba del liberto ghaznavide Balban - poi Sultano di Delhi col nome di Ghiyāth al-Dīn - e il Qutb Minar, edificato da Quṭb al-Dīn Aybak, Sultano mamelucco di Delhi.
La Mōtī Masjid fu fatta costruire da Bahādur Shāh I.

Dopo la morte di Aurangzeb nel 1707, seguì una violenta lotta fratricida per la successione al trono di Gran Mogol. Uno dei suoi fratelli, il Principe Aʿẓam Shāh, si autoproclamò Imperatore e marciò con il suo esercito su Delhi ma venne sconfitto dall'esercito fedele a Bahādur.  
Dopo aver ottenuto il trono con il nome di Bahādur Shāh I, il nuovo Imperatore dovette subito affrontare le minacce che incombevano sull'Impero Moghul e causate dalla politica ortodossa di suo padre. L'intolleranza religiosa di Aurangzeb, infatti, aveva imposto con un certo successo la legge islamica ma a spese di importanti gruppi tribali e dinastici come i Sikh, e i Rajput e i Maratha. Questi ultimi, sotto la guida del loro leader di fede Hindu Shahaji, avevano conquistato una notevole porzione della pianura di Decca dando vita all'Impero Maratha che sarebbe divenuto sempre più potente al punto di conquistare e sottomettere l'intero Impero Moghul.

Le continue ribellioni scatenate da Aurangzeb avevano portato una grave instabilità al regno, che, dopo la sua morte e sotto il regno di Bahādur, avrebbe portato a una lenta decadenza e al progressivo smembramento dell'Impero Moghul. 

Nonostante i tentativi di mediazione con le forze ribelli da parte di Bahādur, di convinzioni più moderate, l'anarchia all'interno dell'Impero era ormai inarrestabile. A ciò si aggiunga anche l'insufficiente abilità militare di Bahadur che non lo aiutarono nel suo tentativo di ripristinare e imporre nuovamente l'autorità imperiale sui territori ribelli.
Egli morì dopo un breve regno di cinque anni a Lahore mentre progettava la modifica dei Giardini di Shalimar ed a lui succedette suo figlio Jahāndār Shāh.

## Famiglia

### Consorti
- Nurunnissa Begum. Consorte principale e moglie più amata, si sposarono nel 1659.
- Nizam Bai. Si sposarono nel 1660.
- Amrit Kanwar. Si sposarono nel 1671.
- Mihr Parwar.
- Umatul Habib.
- Chattar Bai.
- Dilruba Begum.

### Figli
- Jahandar Shah (1661 - 1713) - con Nizam Bai. Imperatore Moghul dopo suo padre.
- Azzuddin (1664 - ?) - con Nizam Bai. Morto bambino.
- Azim ush Shan (1665 - 1712) - con Amrit Kanwar.
- Daulat Afza (1670 - 1689) - con Amrit Kanwar.
- Rafi ush Shan (1671 - 1712) - con Nurunnissa Begum.
- Jahan Shah (1674 - 1730) - con Dilruba Begum.
- Muhammad Humayun (1678 - ?) - madre ignota. Morto infante.

### Figlie
- Dahrafruz Banu Begum (1663 - 1703) - madre ignota.